# Јована Рисовић
Јована Рисовић (7. октобар 1993, Београд) је рукометна репрезентативка Србије. Игра на позицији голмана. Тренутно је члан данског клуба Рандерс. Са рукометном репрезентацијом Србије освојила је сребрну медаљу на Светском првенству 2013, злато на Медитеранским играма исте године и четврто место на Европском првенству 2012. године. Бронзанзу медаљу има и са Универзијаде 2015. Са јуниорском репрезентацијом освојила је 4. место на Светском првенству 2012. године.
Године 2014. је проглашена за најбољег младог голмана планете и најбољег спортисту Крагујевца.